# Campionato croato di calcio a 5
Il campionato croato di calcio a 5 (in croato: Hrvatska malonogometna liga, HMNL) è un insieme di tornei di calcio a 5, nazionali e regionali, organizzati dalla Federazione calcistica della Croazia.

## Storia
Il massimo campionato croato è denominato "Prva hrvatska malonogometna liga" (1. HMNL) e viene disputato dalla stagione 1991-1992, mentre due stagioni più tardi è partita la Coppa nazionale. 

## Albo d'oro
- 1991-1992:  Uspinjača (1)
- 1992-1993:  Uspinjača (2)
- 1993-1994:  Sokoli (1)
- 1994-1995:  Uspinjača (3)
- 1995-1996:  Uspinjača (4)
- 1996-1997:  Spalato 1700 (1)
- 1997-1998:  Orkan Zagabria (1)
- 1998-1999:  Glama Brijeg (1)
- 1999-2000:  Glama Brijeg (2)
- 2000-2001:  Spalato (2)
- 2001-2002:  Spalato (3)
- 2002-2003:  Spalato (4)
- 2003-2004:  Spalato (5)
- 2004-2005:  Orkan Zagabria (2)
- 2005-2006:  Spalato (6)
- 2006-2007:  Gospić (1)
- 2007-2008:  Gospić (2)
- 2008-2009:  Potpićan (1)
- 2009-2010:  Nacional Zagabria (3)
- 2010-2011:  Spalato (7)

- 2011-2012:  Spalato (8)
- 2012-2013:  Nacional Zagabria (4)
- 2013-2014:  Alumnus Zagabria (1)
- 2014-2015:  Nacional Zagabria (5)
- 2015-2016:  Nacional Zagabria (6)
- 2016-2017:  Nacional Zagabria (7)
- 2017-2018:  NV Makarska (1)
- 2018-2019:  NV Makarska (2)
- 2019-2020:  Olmissum (1)
- 2020-2021:  Olmissum (2)
- 2021-2022:  NV Makarska (3)
- 2022-2023:  Dinamo Zagabria (1)
- 2023-2024:  Dinamo Zagabria (2)

## Supercoppa
La competizione si è disputata dalla stagione 1997-1998 fino alla stagione 2002-2003 per poi essere interrotta. La Supercoppa è stata nuovamente introdotta a partire dalla stagione 2019-2020.
| Stagione | Vincitore       | Finalista        |
| -------- | --------------- | ---------------- |
| 1998     | Orkan Zagabria  | Square Dubrovnik |
| 1999     | Orkan Zagabria  | Glama Brijeg     |
| 2000     | Glama Brijeg    | Spalato          |
| 2001     | Spalato         | Square Dubrovnik |
| 2002     | Spalato         | Petar            |
| 2003     | Spalato         | Petar            |
| 2019     | NV Makarska     | Uspinjača        |
| 2020     | Olmissum        | Uspinjača        |
| 2023     | Dinamo Zagabria | Šibenik 1983     |